# Елизабет Герцакис
Елизабет Герцакис (на английски: Elizabeth Gertsakis, на гръцки: Ελισάβετ Γκερτσάκη) е австралийска визуална артистка и фотографка с „гръцки и славянски произход“.

## Биография
Родена е в 1954 година в малкото южномакедонско градче Лерин (Флорина), Гърция. Принадлежи към леринското семейство Герчакови. По време на Гражданската война, Вангел Герчаков е деец на така наречения Народоосвободителен фронт.
Семейството ѝ емигрира с нея в Австралия, когато тя е само на 3 месеца. Завършва Мелбърнския университет и университета „Монаш“. Следва изкуство, английска литература и има магистърска степен по критическа теория. Започва работата си като визуална артистка в 1986 година. В периода от 1976 до 1993 година е лектор по история на изкуството и австралийски културологични изследвания и тогава започва работата си като куратор в много австралийски музеи и галерии, която продължава от 1995 до 2011 година. Нейната художествена дейност се излага в австралийски обществени галерии, както и в Европа и Америка. Авторка е на 17 самостоятелни изложби и участва в 20 групови изложби. Творбите ѝ се занимават с личното и социалното влияние върху всекидневния живот на жените в културата и обществените институции.
Авторка е на известни инсталалции, които се фокусират върху липсата на интерес на музейните институции към жените в изкуството и австралийците, които не са с английски произход.